# Furufjörður
Le Furufjörður est un petit fjord assez large au sud-est de la réserve naturelle du Hornstrandir, entre le Þaralátursfjörður et Bolungarvík. Le fjord est resté habité jusqu'au milieu du XXe siècle, mais a été déserté comme les autres hameaux du Hornstrandir. La côte du fjord est une plage blanche de sable de coquillages.
On y trouve une grande maison en rondins appartenant à des résidents d'Ísafjörður, ainsi que l'abri d'urgence de la Slysavarnafélagið Landsbjörg (Association de prévention des accidents de Landsbörg) qui comprend plusieurs chambres. Juste à côté s'y trouvent une petite chapelle et un cimetière. 
Une route de montagne s'étend de Furufjörður vers le Hrafnsfjörður des Jökulfirðir à travers la lande de Skorarheiði, et elle était auparavant très fréquentée. Un sentier de randonnée part au sud de Furufjörður vers le Þaralátursfjörður en traversant la passe de Svartaskarð dans le Dagmálahorn. Au nord, le sentier de randonnée traverse le cap jusqu'à Bolungarvík.